# Шошана Дамарі
Шошана Дамарі (31 березня 1923, Дамар, Ємен — 14 лютого 2006, Тель-Авів, Ізраїль) — ізраїльська співачка єменського походження, лауреатка Державної премії Ізраїлю (1988).

## Походження
У 1924 році разом з родиною переїхала з Дамара (Ємен) у Палестину. В дитинстві співала разом з матір'ю на весіллях, а вже в 14 років виконала першу пісню на радіо.

## Початок виступів на сцені
Популярність їй принесло виконання багатьох пісень композитора Моше Віленського, в особливості «Каланийот» (כלניות ; «Анемони»). Ця пісня, яка часто включається в альбоми, принесла їй найбільший успіх, вона є свого роду візитною карткою співачки.
Перший запис на студії відбувся у 1948 році.
За понад 40-річну кар'єру записала такі відомі пісні, як «Ор» (אור; «Світло»), «Хора» (הורה ; єврейський національний танець һора), «Шней шошаним» (שני שושנים ; «Дві лілії»), «Царих лецалцель паамайим» (צריך לצלצל פעמיים; «Дзвонити двічі»). 
Останньою помітною роботою Дамарі, що привернула увагу преси, була участь у записі нового альбому дуетів (1996) з іншою прославленою ізраїльської співачкою Яфою Ярконі. Виконана ними пісня «Кше-хайіну йеладім» (כשהיינו ילדים; «Коли ми були дітьми») була написана під час Війни Судного дня і, як вважалося, кожна з співачок тоді претендувала на те, щоб саме вона публічно виконала і вперше записала її.

## Проживання у США
Майже 11 років Дамарі прожила в США, зрідка виступаючи перед численною місцевою єврейською громадою. В одному з інтерв'ю співачка розповідала: «Перед тим, як покинути Америку, я провела прощальний концерт, на якому глядачі плакали. А один мільйонер запропонував мені віллу з басейном, тільки щоб я залишилася».

## Проживання в Ізраїлі
Згодом 30 років жила в Тель-Авіві. Попри вік, продовжувала виступати.
У 1988 році співачка була удостоєна Державної премії Ізраїлю за внесок у пісенну творчість на івриті.
У 2005 році записала два треки для альбому Ідана Райхеля (Idan Raichel Project) «Мі-маамакім», що стало останнім здійсненим їй помітним проєктом.

## Смерть
Шошана Дамарі померла від пневмонії в лікарні Тель-Авіва 14 лютого 2006 року.